# Lagoleptus fulviceps
Lagoleptus fulviceps är en stekelart som beskrevs av Dmitriy R. Kasparyan 2007. Lagoleptus fulviceps ingår i släktet Lagoleptus och familjen brokparasitsteklar. Inga underarter finns listade i Catalogue of Life.